# 301P/LINEAR-NEAT
301P/LINEAR-NEAT, komet Jupiterove obitelji